# Angel Metodiev

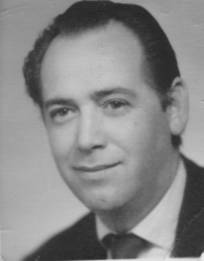
Angel Metodiev

Angel Metodiev (Bulgaars: Ангел Методиев Ангелов, Angel Metodiev Angelov) (Kirkovo (Veliki Preslav), 16 maart 1921 - Sofia, 29 april 1984) was een Bulgaars kunstschilder (Klassiek Realisme) en hoogleraar. Hij is in hoofdzaak bekend voor zijn portretten, naakten en landschappen.
Angel Metodiev werd geboren in Kirkovo, thans een wijk van de oudste voormalige hoofdstad van Bulgarije, Veliki Preslav (bij Varna) en begon zijn loopbaan aan de Nationale Kunstacademie in Sofia. Hij studeerde er bij Professor Boris Mitov en behaalde zijn einddiploma summa cum laude (met de grootste onderscheiding). 
Hij werd uitgenodigd om assistent te worden van Prof. Panaiot Panaiotov en werkte later samen met Prof. Nenko Balkansky en Prof. Ilya Petrov. De beroepsloopbaan van Angel Metodiev bij de Nationale Kunstacademie in Sofia duurde van 1951 tot 1970. Hij ontving vele kunstprijzen gedurende zijn loopbaan, zoals de “Sofia Prijs”, waar hij de Eerste Prijs verwierf en bekroond werd met de Medaille en het Speciaal Diploma. Hij organiseerde een groot aantal tentoonstellingen van eigen werk. Bijzonder gehecht was hij aan de tentoonstelling "Antiek en Hedendaags Griekenland". Angel Metodiev nam aan bijna alle Bulgaarse Nationale Tentoonstellingen deel. Hij nam in Bulgarije als eerste het initiatief tot de “Ontmoeting der drie kunsten – Beeldende Kunst, Poëzie en Muziek” ter gelegenheid van zijn tentoonstelling in de stad Petrich. 
Tijdens de laatste tien jaar van zijn leven werkte hij vol enthousiasme aan houtsnijwerk. Veel van dergelijke stukken bleven onvoltooid omwille van zijn schielijk overlijden.
Vóór zijn overlijden in 1984 droomde hij van één Huis-Museum waar al zijn werken samen zouden kunnen tentoongesteld worden. 
Om dit te kunnen verwezenlijken doneerde zijn tweede echtgenote Helia Metodieva meer dan 70 van zijn schilderijen en houtsnijwerken aan de stichting “Bulgarije in de XIIIe eeuw”, die ze ter beschikking stelde van de stad Veliki Preslav waar ze tentoongesteld werden. Voor deze schenking werd mevr. Metodieva vereerd met de "Orde van Sint-Cyrillus en Methodius" – 1e Klas.
De meeste schilderijen van Angel Metodiev bevinden zich thans in het museum voor Beeldende kunst te Veliki Preslav. Er zijn ook schilderijen in de nationale musea te Varna, Blagoëvgrad en Sjoemen, Bulgarije. 